# Logansport (Louisiana)
Logansport és una població dels Estats Units a l'estat de Louisiana. Segons el cens del 2000 tenia 1.630 habitants.

## Demografia
Segons el cens del 2000, Logansport tenia 1.630 habitants, 656 habitatges, i 440 famílies. La densitat de població era de 195,4 habitants/km².
Dels 656 habitatges en un 34% hi vivien nens de menys de 18 anys, en un 43% hi vivien parelles casades, en un 20,1% dones solteres, i en un 32,8% no eren unitats familiars. En el 30,6% dels habitatges hi vivien persones soles el 17,5% de les quals corresponia a persones de 65 anys o més que vivien soles. El nombre mitjà de persones vivint en cada habitatge era de 2,48 i el nombre mitjà de persones que vivien en cada família era de 3,11.
Per edats la població es repartia de la següent manera: un 31,9% tenia menys de 18 anys, un 8,6% entre 18 i 24, un 23,3% entre 25 i 44, un 20,6% de 45 a 60 i un 15,7% 65 anys o més.
L'edat mediana era de 34 anys. Per cada 100 dones de 18 o més anys hi havia 75,6 homes.
La renda mediana per habitatge era de 22.546 $ i la renda mediana per família de 31.250 $. Els homes tenien una renda mediana de 31.339 $ mentre que les dones 22.083 $. La renda per capita de la població era de 12.695 $. Entorn del 28% de les famílies i el 31,3% de la població estaven per davall del llindar de pobresa.

## Poblacions més properes
El següent diagrama mostra les poblacions més properes.